# Clear (Alaska)
Clear es un área no incorporada ubicada en el borough de Denali en el estado estadounidense de Alaska.

## Geografía
Clear se encuentra ubicado en las coordenadas 64°15′22″N 149°11′8″O / 64.25611, -149.18556.